# 狼
狼又稱豺狼、灰狼、灰豺狗等，哺乳綱，犬科，與狗為同一物種，為現生犬科動物中體型最大的物種。狼曾是地球上分佈地區最廣的哺乳動物，包括北美和歐亞大陸，但如今在西歐、墨西哥與美國大部份地區已然絕跡。它們主要棲息在荒野或偏遠地區，但並不限於此。由于狼对人类及其圈养牲畜的威胁，栖息地曾遭到大量的破坏，现其棲息地已經縮減了三分之一。
目前，狼主要分佈於亞洲、歐洲、北美和中東（主要是北半球的溫帶區域）。它們是生態系統原有的一部分，各地不同生態系統的多樣性，反映了狼這個物種的適應能力。這其中包括而不限於森林、沙漠、山地、寒帶草原、西伯利亞針葉林、草地。
雖然就整個物種而言，狼被世界自然保護聯盟列為絕種威脅程度最小的等級，然而在某些地區，不同亞種的狼被列為瀕臨絕種或是受絕種威脅的動物。現今在很多地區，狼仍然因為活動或是被視為對牲口威脅的原因，而遭受捕獵。
狼是社會性的獵食動物，狼群以群居的形式組成，包括一對配偶、及其子女，有時也包括收養的未成年幼狼。狼屬於典型的食物鏈上層掠食者。在牠們的棲息地中，只有人類和老虎對它們構成實質威脅。它們通常群體行動，由於狼會捕食羊等家畜，因此直到20世紀末期前都被人類大量捕殺，一些亞種如日本狼、紐芬蘭狼等都已經絕種，雖然有一些其它亞種已經確認，但亞種的確切數量仍舊未定。
为濒危野生动植物种国际贸易公约附录II所列的保护动物（除被列入附录Ⅰ的不丹、印度、尼泊尔和巴基斯坦种群以及其家养型，即狗Canis lupus familiaris和澳洲野狗Canis lupus dingo）。

## 特徵

### 解剖學特徵

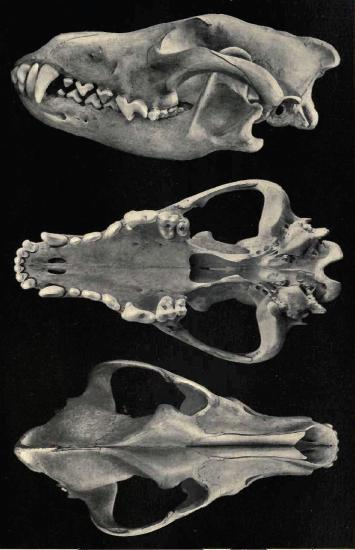
墨西哥狼頭骨，注意其牙齒比例大於狗

灰狼是體型瘦長，有力的動物。有大而深的肋骨架、傾斜的背、腹部內縮、頸部肌肉有力。四肢長而強健，和有點小的腳掌。每隻前掌各有五趾，後掌有四趾。前肢看起來像是壓入胸腔，肘部向內，而腳掌向外。雌狼的前額與嘴比較窄，頸部較薄、腿較短、肩部不如雄狼厚實。就這樣的體型而言，狼非常強壯，可以將冰凍的麋鹿翻轉。
狼的腳掌可以輕易適應各種類型的地面，特別是雪地。它們的足趾之間有一點蹼，使它們在雪地上行動能比獵物更為方便。狼是趾行性動物，體重能很好地分佈在積雪上。它們的前腳掌比後腳掌略大，掌上有五個趾，後腳掌沒有上趾。掌上的毛和略鈍的爪幫助它們抓住濕滑的地面。特殊的血管保護狼的腳掌不會在雪地中凍傷，在趾間的腺體分泌會在腳印上留下氣味，幫助狼記錄自己的行蹤，同時也提供線索讓其它的狼知道自己的所在。與犬不同，狼在腳掌的肉墊上沒有汗腺。
雖然不必要，但它們可以用56-64公里的時速，持續跑20分鐘。在寒冷的天氣中狼可以減少血流接近皮膚，以保存體溫。腳掌墊保暖的調節獨立於與身體其餘部份，當掌墊接觸冰雪時，可以維持在略高於組織凍傷的溫度。成年狼的腸道長460-575公分，對身長的比例為4.13-4.62，胃能容納7-9公斤的食物和多達7.5公升的水。肝相當大，雄狼的肝重0.7-1.9公斤，雌狼為0.68-0.82公斤。
狼頭相當大而重，前額很寬，吻突長呈鈍狀，下顎強而有力。耳朵相對小呈三角形。狼的頭通常於與背脊同高，只有示警時才會將頭抬高。牙齒重而大，雖然不如非洲鬣狗般奇特，但比現存犬科其它物種的牙，更適合咬碎骨頭。狼的咬合壓力高達1500psi，德國牧羊犬僅有 750psi。這種力道足以咬碎多數的骨頭。
它們的體形類似德國牧羊犬或哈士奇，但從orbital angle  40°–45° 而非 53°–60° 可以分辨。同時狼的頭與牙齒都比較大。與郊狼相比，狼比較大，嘴也比較寬。耳朵較短，和比例上較小的腦、腳掌墊上缺乏汗腺。與亞洲胡狼相比，狼體型較大也較重，腿比例也較長，軀幹比較短、尾巴較長。整體來說牙齒較不如胡狼鋒利，特別是上臼齒，尖端較短，較寬，接近圓柱狀。

### 體型
除了某些大型犬之外，狼是現行犬科動物中體型最大的物種，其體重和大小依據它在全球分佈地區的不同，有很大差異。如Bergmann Rule (博格曼法則)所預測的，隨著分布的緯度愈高，狼的體型體重也愈大。通常而言，狼體長約105-160公分，肩高約80-85公分，尾的長度約為頭與身體的2/3，約29-50公分；年幼的狼崽體長約為80 -100公分，肩高約40-55公分。狼體重隨地域分佈有區別，平均來說，北美狼為75公斤（只有大个体才能达到此重量，北美狼不同地区体重差异很大，卑詩及西北地区雄狼平均体重可达44、45公斤，而魁北克、安大略某些地区的雄狼平均体重仅约27、28公斤），歐亚狼為50公斤（只有极少数大个体才能达到此重量），印度、阿拉伯狼為25公斤，北非狼僅有13公斤。
在狼群中，母狼比公狼約輕2.2-4.5公斤，體重超過54公斤的狼很罕見，雖然特別大的狼隻個體在前蘇聯、阿拉斯加和加拿大都發現過，北美洲的最高紀錄是1939年7月12日在阿拉斯加獵捕到的狼，體重達90公斤。而歐亞大陸有案可查的最重的野生狼，是二次世界大戰後在烏克蘭波爾塔瓦州所獵殺的，體重高達86公斤。最小的狼是阿拉伯狼，母狼成熟期也只有10公斤重。

### 皮毛
狼厚重的毛有兩層，外層長、粗而硬，主要用於抵禦水與灰塵。內層則緻密與防水。內層毛在每年的春末夏初時會脫落，狼會摩擦岩石或樹木來促進這層毛的脫落，內層毛在秋天又長回來。不論第一層毛是什麼顏色，第二層通常是灰色的。母狼冬季的毛都在春天的時候比公狼換得晩，北美洲的狼毛通常比歐洲的要柔軟而長。
狼的冬毛有極佳的禦寒效果，狼在北方的氣候中，可以在−40°氣溫下，於空曠的地方休息，它們會將頭放在後腿間，並用尾部蓋住臉。狼毛隔熱的效果比狗毛好，如同狼獾它的皮毛不會因為呼吸溫暖的空氣而集結冰。溫暖區域的狼，其狼毛比北方狼粗而少。
一般來說，雌狼肢體上的毛比較平順，並隨年紀增加更為明顯。年紀較大的狼在尾部末端、鼻子和前額會有較多灰毛。背部中央的毛長約60-70公釐，肩部外層的毛通常不超過90公釐，但可長達110-130公釐。
狼毛的顏色有很大的變化，從灰色到灰褐色，白褐色和黑色。這些顏色通常混雜在一起，當然單一顏色的狼或狼群也並非稀有，通常是白色或黑色。

### 感官
狼的嗅覺不如某些獵犬，在上風處2-3公里遠能聞到腐肉。雖然它們會跟蹤新的足跡，但很少能捉到躲藏的野兔或鳥類。已知捕捉到的狼可以用嗅覺知道餵養它們的人剛吃了甚麼食物。它們的聽覺非常靈敏，可以聽到頻率高達 26kHz 的聲音，比狐狸好。它們甚至可以察覺秋天落葉的聲音，傳說狼害怕弦樂器的聲音，也許有事實根據，倫敦動物園中養的狼對強烈的d小調和絃聲音會表現出不安。雖然它們夜視能力是犬科動物中最好的，但它們的視力不如貓類。

## 亞種分類
灰狼的亞種分類非常有争议。一般相信過去曾經有約50個亞種存在。然而，一個新而被廣泛接受的列表將狼分為16種現存的亞種和2種最近滅絕的亞種。 这种分类法综合考虑了解剖学上、分布上和不同狼群迁徙习性上的特点。 西班牙狼也有可能是个独立亚种。 近几年的基因研究发现印度狼与喜瑪拉雅狼是独立的物种。
- 苔原狼 (C. l. albus) - 俄羅斯北部
- 阿拉伯狼 (C. l. arabs) - 阿拉伯半島
- 北極狼 (C. l. arctos) - 加拿大極地島嶼和格陵蘭
- 墨西哥狼 (C. l. baileyi) - 墨西哥北部，与美国西南部。
- 藏狼 (C. l. chanco) - 青藏高原
- 俄羅斯狼 (C. l. communis) - 俄羅斯中部
- 裏海狼 (C. l. cubanensis) - 俄羅斯，裏海和黑海間
- 家犬 (C. l. familiaris) - 除南極洲外，廣泛分佈全球，与人类共生
  - 澳洲野犬 (C. l. dingo) - 東南亞及澳洲
- 北海道狼（蝦夷狼） (C. l. hattai) - 日本北海道，已滅絕
- 日本狼 (C. l. hodophilax) - 日本本州、四國、九州，已滅絕
- 北洛基山狼 (C. l. irremotus) - 冰河國家公園以及在蒙大拿地區
- 義大利狼 (C. l. italicus) - 義大利亞平寧
- 埃及狼 (C. l. lupaster) - 埃及北部和利比亞東北部。
- 歐亞狼 (C. l. lupus) - 從中國、蒙古、俄羅斯和東歐到德國、西班牙和葡萄牙
- 东加拿大狼 (C. l. lycaon) - 加拿大東南部与美國東北部。
- 大平原狼 (C. l. nubilus) - 美國西部、東北部和加拿大東部
- 馬更歇狼 (C. l. occidentalis) - 加拿大西部、阿拉斯加，重新引進至美國西北部
- 伊朗狼 (C. l. pallipes) - 中東
- 红狼 (C. l. rufus) - 美國東南部
- 紐芬蘭狼 (C. l. beothucus)- 加拿大紐芬蘭島，已滅絕

## 習性

### 社會結構

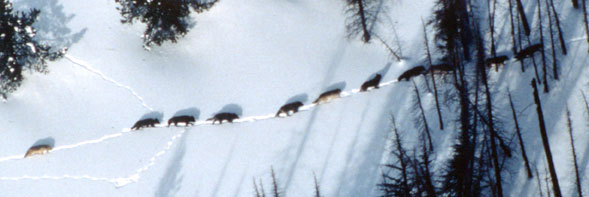
黃石公園中的北方狼群

在较早的的文獻中，狼群通常被描述為具有嚴格的社會階級結構，領頭的狼對偶是經由爭奪爬到社會階梯結構的頂層。其次是服從階層、以及最低階層。這樣的說法很大程度來自觀察捕獲的、彼此沒有血親關聯的狼，它們彼此會為了地位而打鬥和競爭。同時捕獲的狼由於沒有疏散躲避的空間，彼此爭鬥也比在自然環境中更頻繁。
在野外的自然環境中，狼群比核心家庭更緊密些，其基本社會單元是狼的一對配偶，以及其子女。北方狼群的群體傾向於比非洲野犬和斑鬣狗更大、也較複雜，也比郊狼的群體穩定。南方狼群的社會行為比較傾向單獨或成對生活，與郊狼和澳洲野犬比較接近。群體平均組成為5-11隻，由1-2隻成年狼，3-6隻年輕，和1-3隻幼狼，雖然已知的大型狼群曾多達42隻。狼群鮮少接受其它狼加入，它們通常會殺死陌生的狼，會被狼群接受的狼都在1-3歲間，被殺死的都是成年狼。被狼群接受是個冗長的過程，包括為期長達數週的試探、被非致命性的攻擊、以瞭解新加入者是否可以信任。在獵物豐富、遷移、產子等時候，狼群可能會暫時聯合。
紀錄中，從五個月到五歲之間的狼都可能離開原生狼群，以發展自己的家庭，但平均年紀是從11-24個月。促成離開狼群的機制包含性發育成熟、以及在狼群內部食物的競爭和繁殖。

### 領域行為

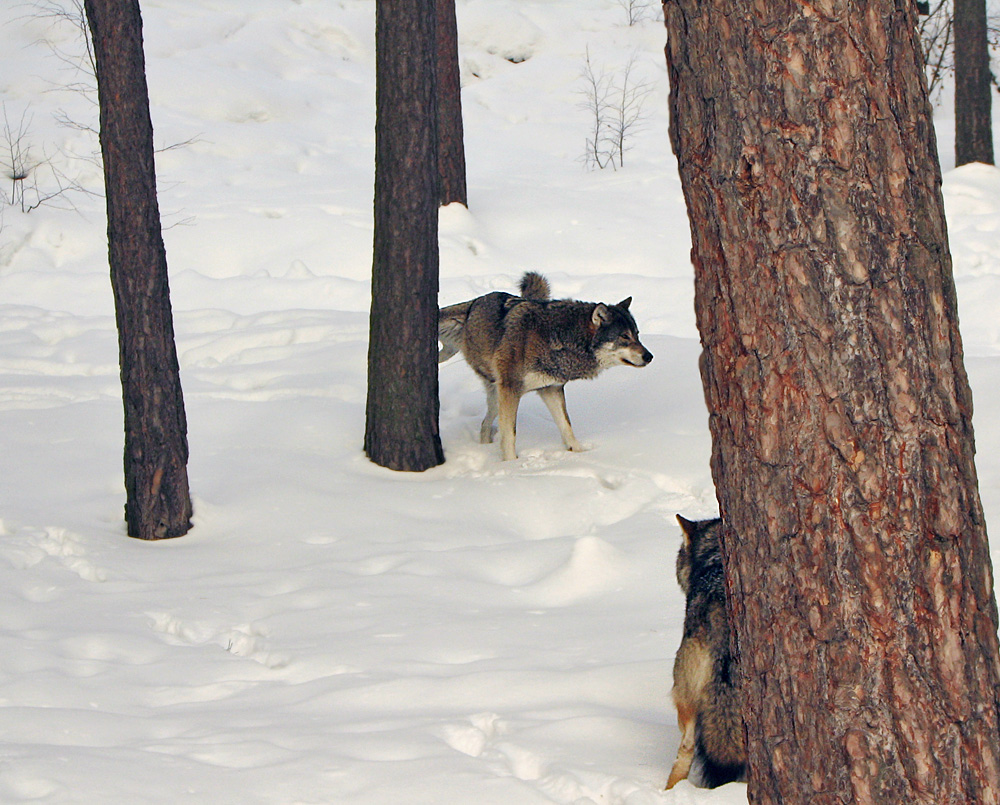
一匹狼正在標示其領域

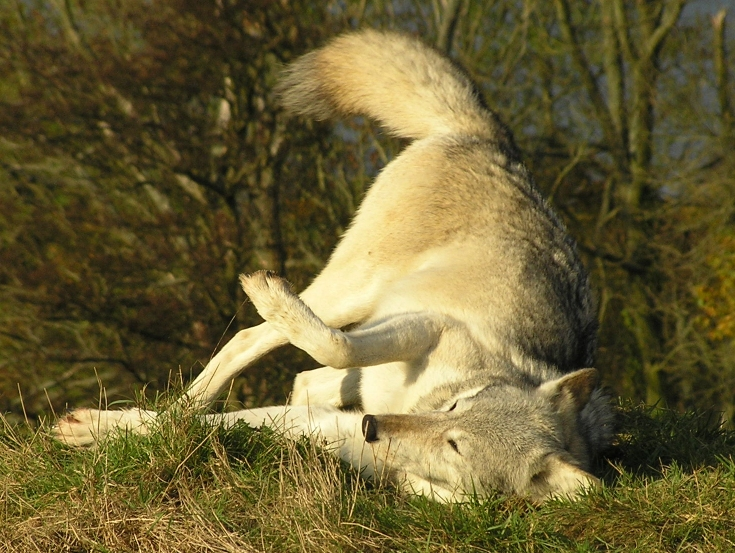
狼會翻滾摩擦地面，並將氣味帶回狼群

狼是具有高度的領域性的動物，通常他們建立的領域超過它們實際生存所需，以確保持續的獵物供應。領域的大小依據可捕獲獵物的數量決定，獵物豐富時，棲息狼群的領域就比較小，狼群會不斷地移動搜尋獵物，每天約涵蓋其領域的9% (平均每天約25公里)，他們大約花50%的時間在其核心領域，約35平方公里。在其領域週圍，獵物密度傾向於遠高於其領域中。即便領域週遭的獵物較多，除非獵物非常稀缺，狼傾向於避免在領域邊界狩獵，因為可以避免致命地遭遇相鄰領域的狼群。
當狼群中的幼狼長到6個月大時，由於需要的營養與成年狼相當，其領域會擴增。狼群最小領域的紀錄是6隻狼居住的約33平方公里，位於明尼蘇達州東北部。最大的紀錄在阿拉斯加州的一個狼群占有6272平方公里。在某些區域狼會適應其獵物的遷移季節，而改變其領域。
狼以氣味記號、直接攻擊和狼嚎來劃分和防衛其領域。狼用尿液、排便、摩擦地面以留下氣味記號，來標明領地。氣味記號間隔約為240公尺遍佈整個領域，這樣的標記約可維持2-3週，記號通常做在岩石、樹木、或大型動物的骨頭上。如果氣味記號與狼嚎沒有阻止陌生狼群進入其領域，就會發生激烈的遭遇打鬥。領域爭奪是狼致死的主要原因之一，在明尼蘇達州和迪納利國家公園和保留區所做的一項研究顯示 14-65% 狼死亡原因來自其它狼的狩獵行為，事實上91%的狼死亡發生在與其它狼群領域邊界3.2公里的範圍內。由於侵入的結果可能是致命的，這種侵入被認為是絕望的和蓄意的攻擊行為。

### 繁殖行為

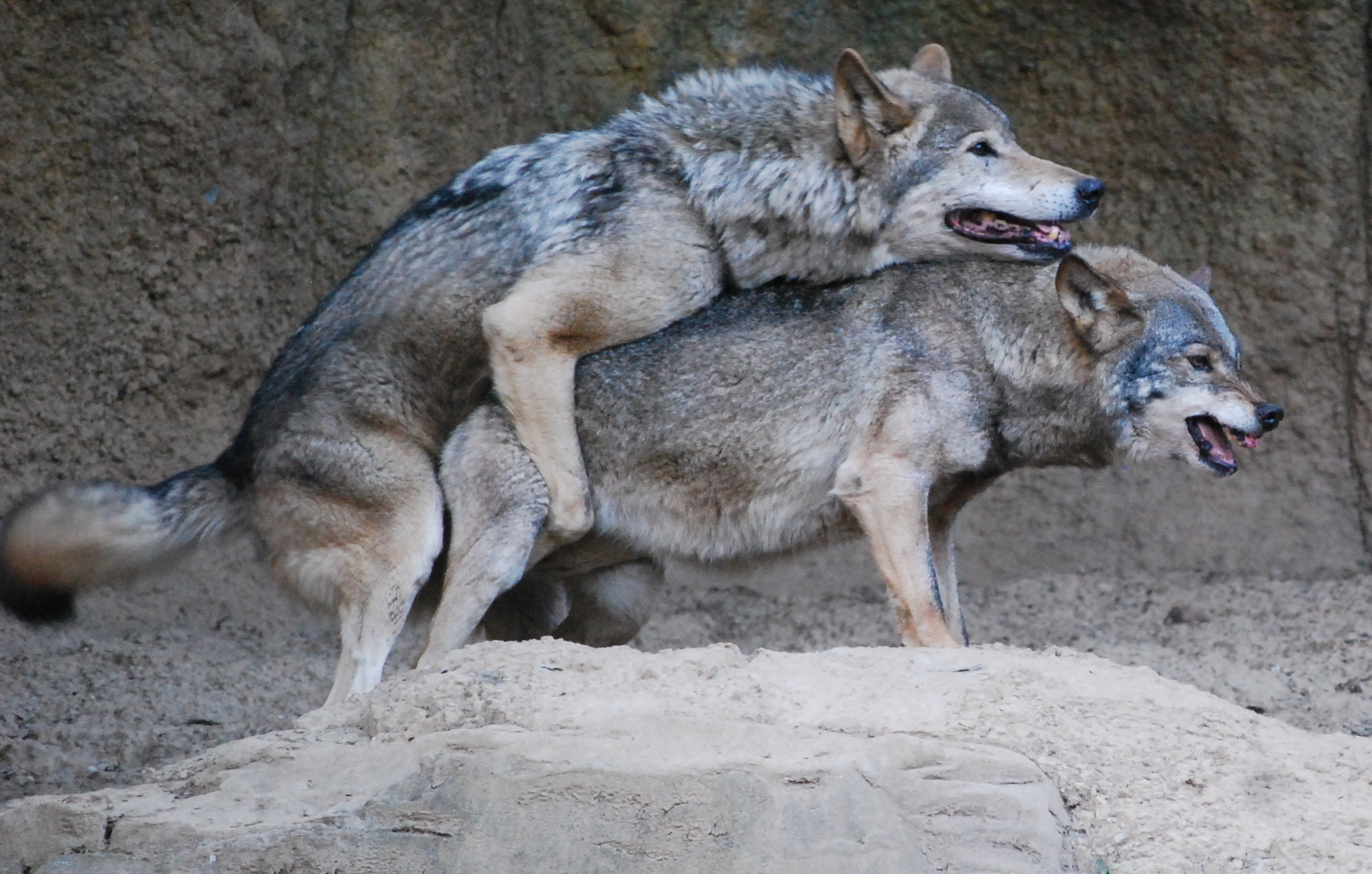
日本多摩動物公園交配中的韓國狼

狼居住密度低的區域，狼通常傾向單一配偶。成偶的狼只要配偶還在，絕大多數會終生相伴。如果狼的配偶死亡，它會很快重建新配偶關係。由於雄狼數量通常多於雌狼，所以沒有配對的雌狼很罕見。多於一個配偶的關係也可能發生，但這主要發生在狼隻被捕豢養的狀態。狼第一次繁殖的年紀受環境因素影響很大，當食物豐富或狼隻數量受嚴格管理時，狼會較早繁殖養育幼狼，以充分利用可得的資源。已知豢養的狼在 9-10 個月就可以繁殖，而野生狼最早的繁殖紀錄也要兩歲。雌狼每年都可以繁殖，通常每年一胎。與郊狼不同的是，狼繁殖力不會衰老直到死亡。近親交配鮮少發生，雖然在加拿大薩克其萬省和 Isle Royale 有這樣的紀錄。
狼通常在暮冬發情，較年長、有子女的雌狼發情時間比年輕雌狼早約 2-3 週。發情前，狼群可能暫時解散直到交配期結束。願意接受配偶時，雌狼會將尾巴偏向一邊，露出生殖器官。交配時狼會有交配姿勢，時間 5-36 分鐘不等。由於狼的發情期為時僅一個月，與狗不同的是，雄狼不會放棄配偶去找其它雌狼。雌狼在懷孕期間會留在狼穴，遠離其領域的邊界區域，以減少與其它狼群衝突的機會。較年長的雌狼通常在前一胎的狼穴生產，年輕雌狼則通常選擇靠近其出生地的附近。懷孕為期 62-75 天，幼狼通常在夏季出生，每胎平均 5-6 隻幼狼，14-17 隻發生率為 1%。每胎的數量傾向隨獵物的豐富增加。相對犬科其它物種，每胎數量少時，幼狼體型較大。與母狼不同，公狼不會反芻食物給幼狼，它會從獵殺中帶回食物。如果母狼在幼狼斷奶期結束前死亡，狼群中其它雌狼會給幼狼哺乳。幼狼在 3-4 週時開始吃固體食物，它們在出生後的前四個月發育最快，這段時間幼狼的體重會增加 30 倍。
美國黃石國家公園內受保護而引入的狼群，其繁殖行為並非常態。在發情期侵入其它狼群領域的流浪雄狼，常與多隻雌狼交配。這種雄狼通常很年輕，在離開其原生狼群後，尋找伴侶或建立領域失敗，它們與其它核心家庭狼群的「女兒」交配。和建立配對關係狼群的雄狼不同，這種流浪雄狼不會跟與其交配的雌狼建立對偶關係。由於黃石國家公園的獵物豐富，雌狼在此情況可以懷多胎。

### 穴居行為
狼選擇不同的地點做窩，寒冷、潮濕和風大的時候，它們會選擇有遮蔽的地點。乾燥、安靜和溫暖的氣候時，它們會選擇露天的場所。秋天和春天，是狼活躍的季節，無論是在什麼區域，它們選擇露天棲息。
實際的窩通常是在夏季為幼狼所建，建窩時，母狼會利用天然的掩蔽物，如岩石裂縫、突出的岩石下、河濱、和有茂密植物遮蔽的洞穴。有時窩是利用其它小型動物原來的棲息所如狐狸、獾、旱獺等，狼會加寬並適度的修改。少數的例子中，母狼會挖自己窩，這種窩通常短而小，有一到三個出口。窩通常距離水源在500公尺以內，是幼狼休息、玩樂的所在，狼剩餘的食物在狼窩附近時常可見，狼尿液和狼窩中獵物腐敗的氣味，常會吸引清道夫型的鳥類如喜鵲、烏鴉。由於適合挖掘的地點不多，狼窩中住的通常只有同一家庭。
雖然狼選窩的地點會避免在人類視線範圍內，但狼會住在靠近人類房屋、道路、鐵道附近。

### 獵捕行為

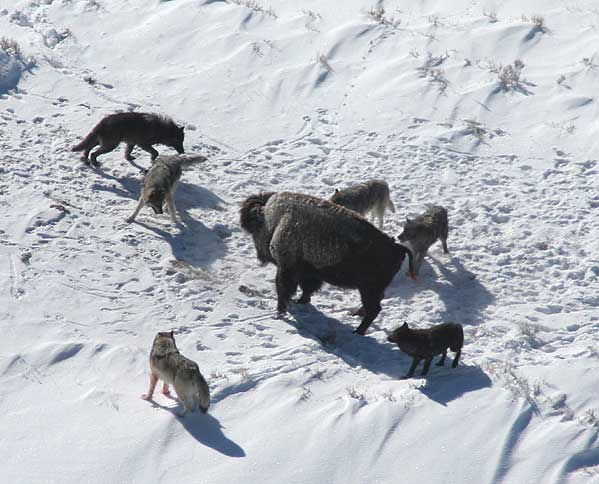
一頭 美洲野牛 不奔跑，並站定來面對環伺的狼群，以增加存活的機會

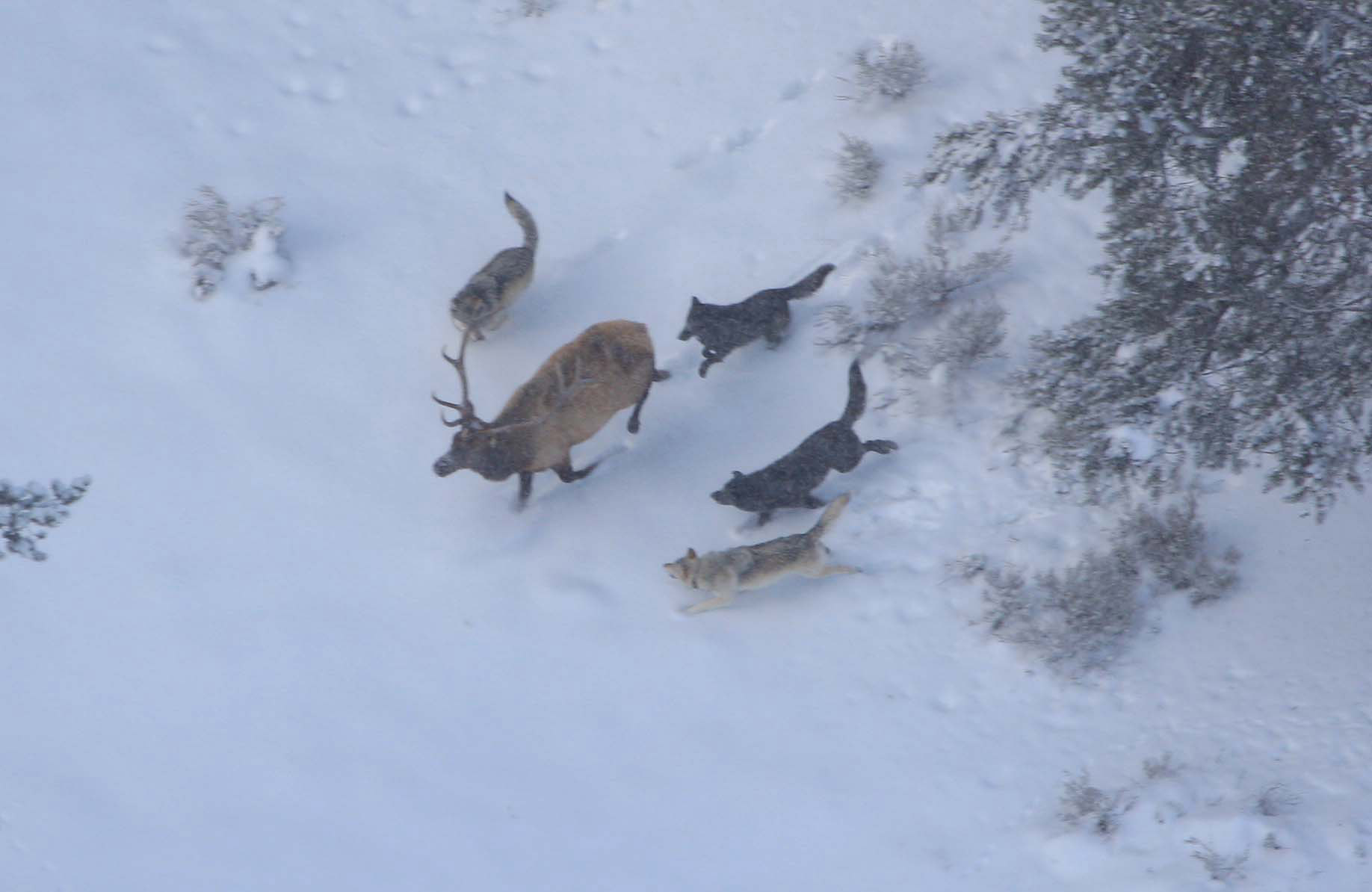
一頭加拿大馬鹿企圖逃離狼群，但它奔跑比狼更容易疲憊，因此存活的機會不高

雖然狼群會合作以及策略性獵捕獵物，但它們並不像母獅群那般頻繁與有效的運用策略。與獅群不同，狼群很少穩定維持兩年以上，因此它們學習合作獵捕的時間比較短。一般愈大的狼群，每隻狼可分得的食物通常愈少。整體而言單一隻狼或僅是對偶的狼群，比大的狼群的獵捕成功率較高。有發現單一隻狼仍獨自成功獵捕大型獵物如美洲野牛、麋鹿等。
進行獵捕時，如果獵物是成群的，狼在接近獵物時會先隱蔽自己，然後試圖打散群體，或設法隔離出落單的個體。如果目標獵物站著不動，狼可能會放棄它，也可能會促使它開始跑。對於小型獵物，狼會嘗試儘快抓到。對於大型獵物，追逐會拖長，以消耗獵物的體力。雖然有紀錄一匹狼曾追蹤一頭鹿遠達21公里，但狼通常在追逐1-2公里後，就會放棄。有時一匹狼會出現在獵物前方，以吸引獵物注意，讓對偶的狼從後方襲擊。狼群也可能佈置突襲陷阱，曾發現印度狼從山溝追逐瞪羚而其它狼在預先挖好的洞中埋伏。也有西伯利亞狼反覆多次在接近水洞的地方突襲獵物。西伯利亞和北美狼都會驅使獵物到崎嶇的冰面、懸崖邊、山溝、斜坡、或陡峭的河邊，以增加獵捕成功率。
繁殖中的狼對偶通常會壟斷食物，以便繁殖幼狼。當食物缺乏時，家族中其它狼便要付出飢餓的代價，特別是不再受餵食的狼。這與豺和非洲野犬相反，它們的幼犬會優先得到食物。繁殖期中的狼會先吃，雖然参与狩猎的狼在獵捕過程中出力最多，但它們在長距離獵捕後會休息，並讓家族其他成員不受干擾的吃。等繁殖中的狼吃過後，家族中其它的狼會撕下殘骸，到比較遠離其他成員的地方進食。

## 溝通

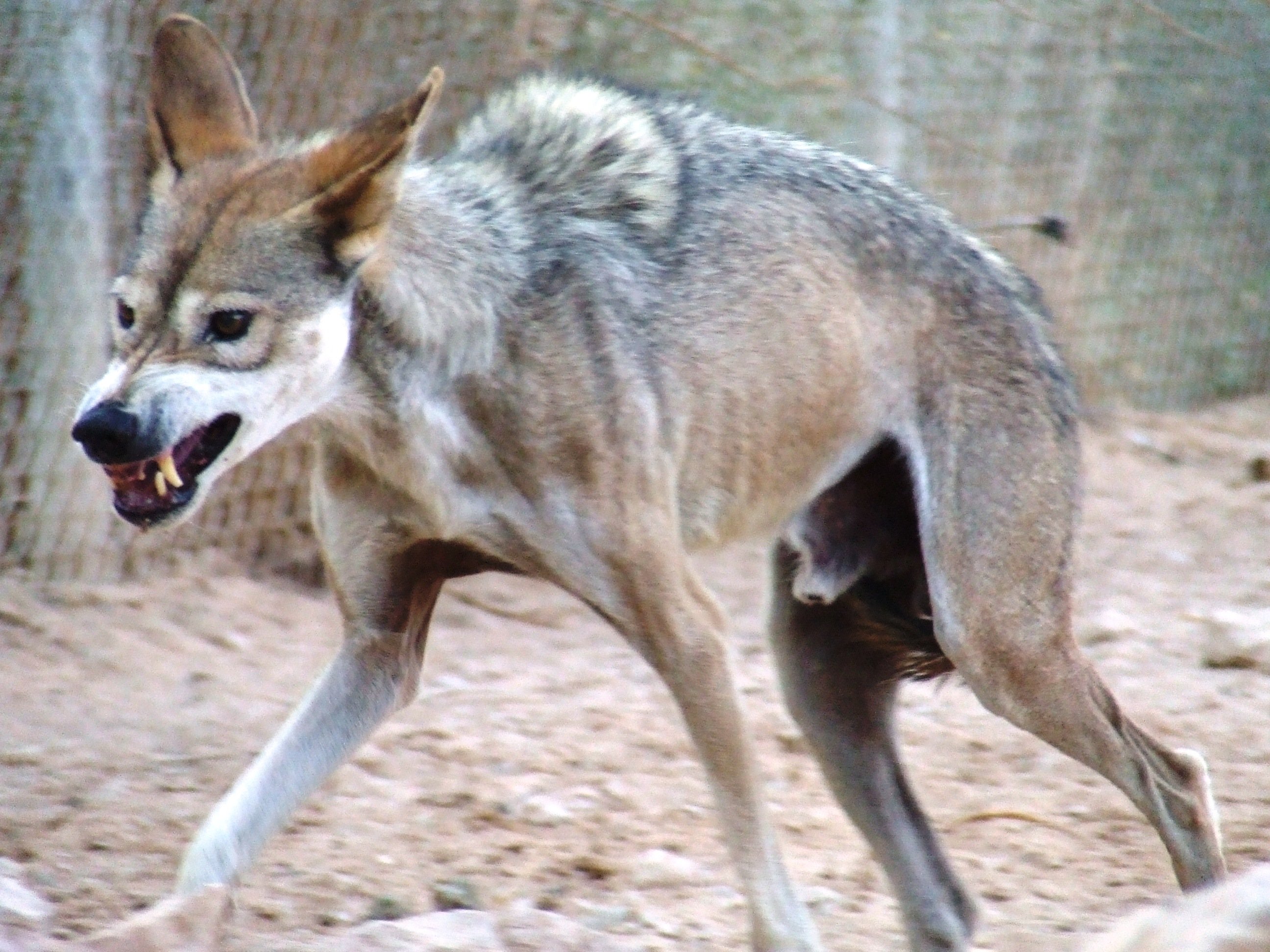
處於防禦姿態的阿拉伯狼

### 肢體語言
狼的肢體語言溝通包括多種面部表情、尾巴位置、和狼毛豎立。攻擊性強或自我張揚表現的特徵是其蓄意放緩的動作，身體姿態高、和豎立的狼毛。表示順從的狼會把身體放低、狼毛平順、耳朵貼伏、尾巴放低。繁殖期的雄狼遇見表示順從的家庭成員時，它可能會凝視、高高站立、而尾巴保持與背平行，它們尾部的腺體釋放費洛蒙可能對表達侵略性扮演某些角色，因為狼在攻擊行為中，會抬高尾巴根部，而尾巴下垂，這樣腺體可以維持高點。
已知表達順從的行為有兩種:被動和主動。被動順從通常發生在當領頭的狼接近時的反應，表示順從的狼會部份背部向下躺著，讓領頭狼聞其生殖器部位。主動順從通常是表示歡迎的一種形式，表示順從的狼會低姿態靠近，舔另一隻狼的臉。
當狼群聚集時，通常有些它們喜歡的行為，如用鼻子推對方、用下巴互相輕咬、用頰部摩擦、舔臉。用嘴含住對方的嘴部是種友好的表示，但如果用嘴夾住對方的嘴並露出牙齒，則是展示權威，領頭的狼也可能跨過其家屬站著，表示權威。
在獵食成功時，狼會從遠處保護屬於自己的食物不被其它狼吃掉，它們會向外放平耳朵、表示它們在保護屬於自己的食物。

### 狼嚎
狼嚎有許多作用，通常在獵食前及獵捕後，狼會用狼嚎來聚集其狼群。狼嚎也用來傳達警告，特別是在狼穴附近。在風暴中或不熟悉的地區，也用於找出其它狼的位置，和遠距離溝通。

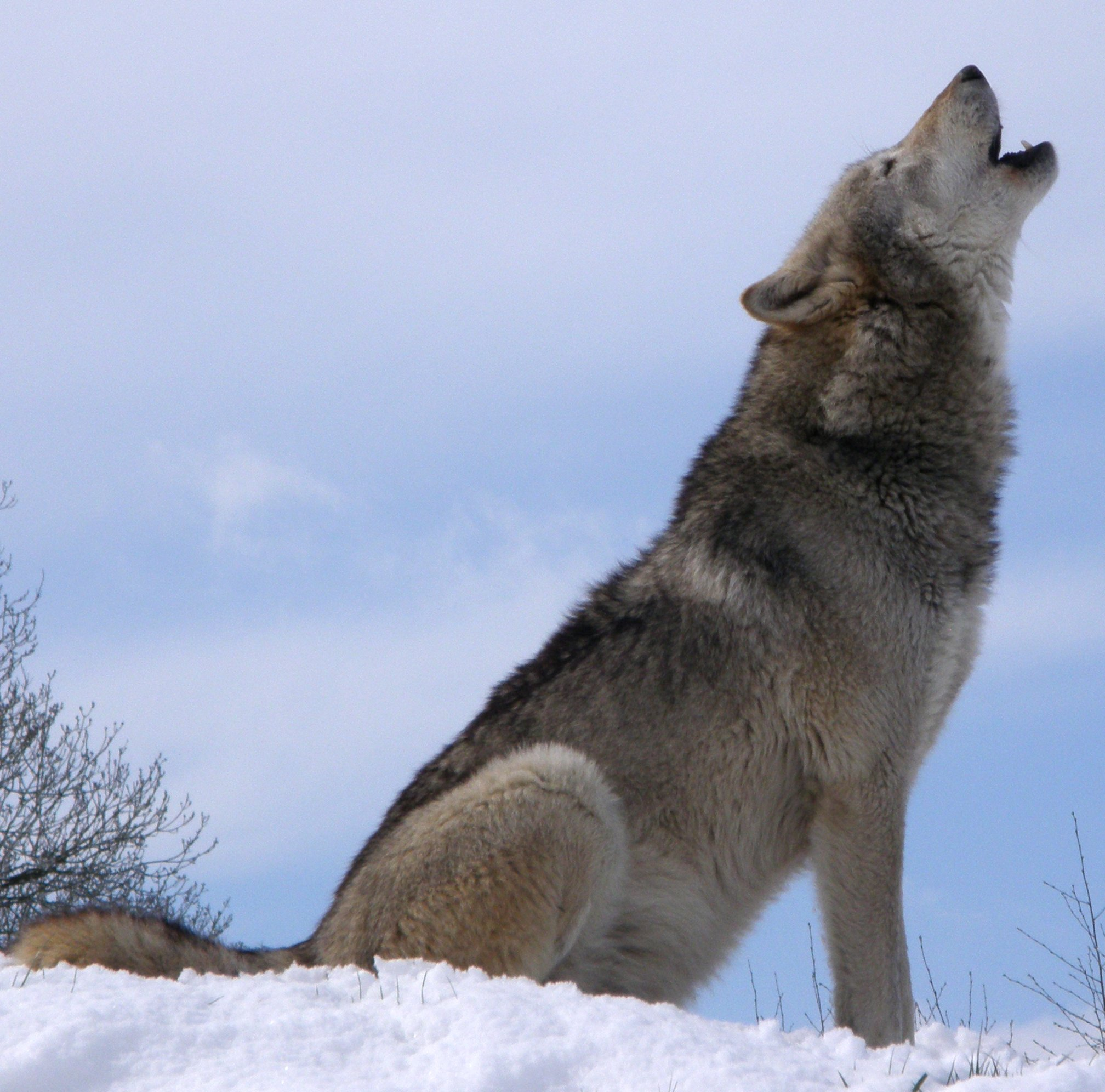
英國灰狼保育信託基金會所屬的成年狼發出狼嚎

狼嚎包含約在 270 到 720 Hz 的基本頻率，以及包含可能多達 12 種其它和諧的音調。其音節可能維持固定或平順的變化，並可能改變方向多達四到五次。不同地理區域的狼嚎，可能有不同的形態，歐洲比北美狼的狼嚎聲長、也比較有韻律感，歐洲狼嚎聲音比較大、第一音節也比較響亮。生物學家曾錄下北美狼嚎的聲音去回應歐洲式狼嚎，顯示此二者是可以相互理解的。
狼嚎與大型犬類的嚎叫聲通常難以分辨，呼叫配偶獵食的狼嚎會長而平順、像是雕鴞叫聲開始的那部份。追逐獵物時，它們發出高頻的嚎聲。追逐終了時，它們發出短吠聲與嚎聲混和的聲音。
群聚狼嚎時，狼嚎會此起彼落，而非同時一起，會建立錯覺，以為有更多的狼在附近。獨行中的狼在身處其它狼群的領域時，會避免嚎叫。另外狼在雨天和滿足時都不會響應其它狼的嚎聲。

### 其它聲音
其它聲音可分為三類，發怒、叫聲和不滿。叫聲基本頻率在 320–904 Hz 間，通常在狼受到驚嚇時發出的。狼吠叫不像狗那樣大聲，也不會連續吠叫不停。但會吠叫數次，並從認知的危險中撤退。豢養的狼如果聽見狗吠，它們吠叫的次數也會增加。
發怒的聲音基本頻率在 380–450 Hz，通常是在保護食物時發出的。幼狼通常在玩耍時會發出怒聲。不滿的聲音涵意比較複雜，常伴隨著焦慮、好奇、偵查、和親密關係如歡迎、餵食幼狼、和玩耍。

## 生態

### 獵物
狼雖不挑剔獵物，但主要的獵物是中到大型的有蹄類動物(如美洲野牛是狼的10-15倍大)，如果獵物不足，中型與小型獵物可以作为補充，如土撥鼠、河狸、野兔、獾、狐狸、貂、地松鼠、鼠類、倉鼠、田鼠和其它齧齒目動物及食蟲動物。
狼常吃水鳥和它們的蛋，特別是在換毛期和冬季這種需要將脂肪轉變成自身脂肪的時期。當食物不足時，它們會吃蜥蜴、蛇、蛙類、很少吃蟾蜍，如果有的話也吃大型昆蟲。食物稀缺時狼也會吃腐肉，它們會出現在屠宰場、家畜掩埋場附近。阿斯特拉罕的狼群會在裡海海岸獵捕裡海海豹。
阿拉斯加和加拿大西部的狼也吃鮭魚。狼同類相食並不罕見，在嚴寒的冬季狼群常攻擊孱弱或受傷的狼，並可能吃掉死去狼群成員屍體。但是，不知道它們是否像郊狼那樣，有時會吃掉幼狼。雖然有時狼會攻擊人類，但次數很少。狼會以水果、植物補充食物，它們吃花楸屬的漿果、鈴蘭、藍莓、越橘等，其它水果包括茄科植物、蘋果、梨。夏季期間，它們會出現在瓜田覓食。狼可以很長時間不進食，兩週沒有食物不會明顯減弱灰狼的體力。
在歐亞洲人類活動密集的區域，許多狼被迫獵食人類豢養的牲畜或垃圾。雖然在俄國和東歐多山地區，野生有蹄類動物如駝鹿、紅鹿、西方狍、和野豬仍是最主要的食物來源。其他獵物包括馴鹿、盤羊、歐洲野牛、塞加羚羊、山羊、臆羚、野山羊、黇鹿和香獐。北美灰狼的獵物依然大量佔有適合它們，且人類分佈稀疏的區域為棲息地，除了改以人類垃圾及牲畜為主食以外的狼群，北美灰狼偏好的獵物包括駝鹿、白尾鹿、加拿大馬鹿、騾鹿、大角羊、白大角羊、美洲野牛、麝牛，和馴鹿。在北美灰狼會吃多種不同的農作物、蔬菜和人類畜養的動物。

### 生存競爭

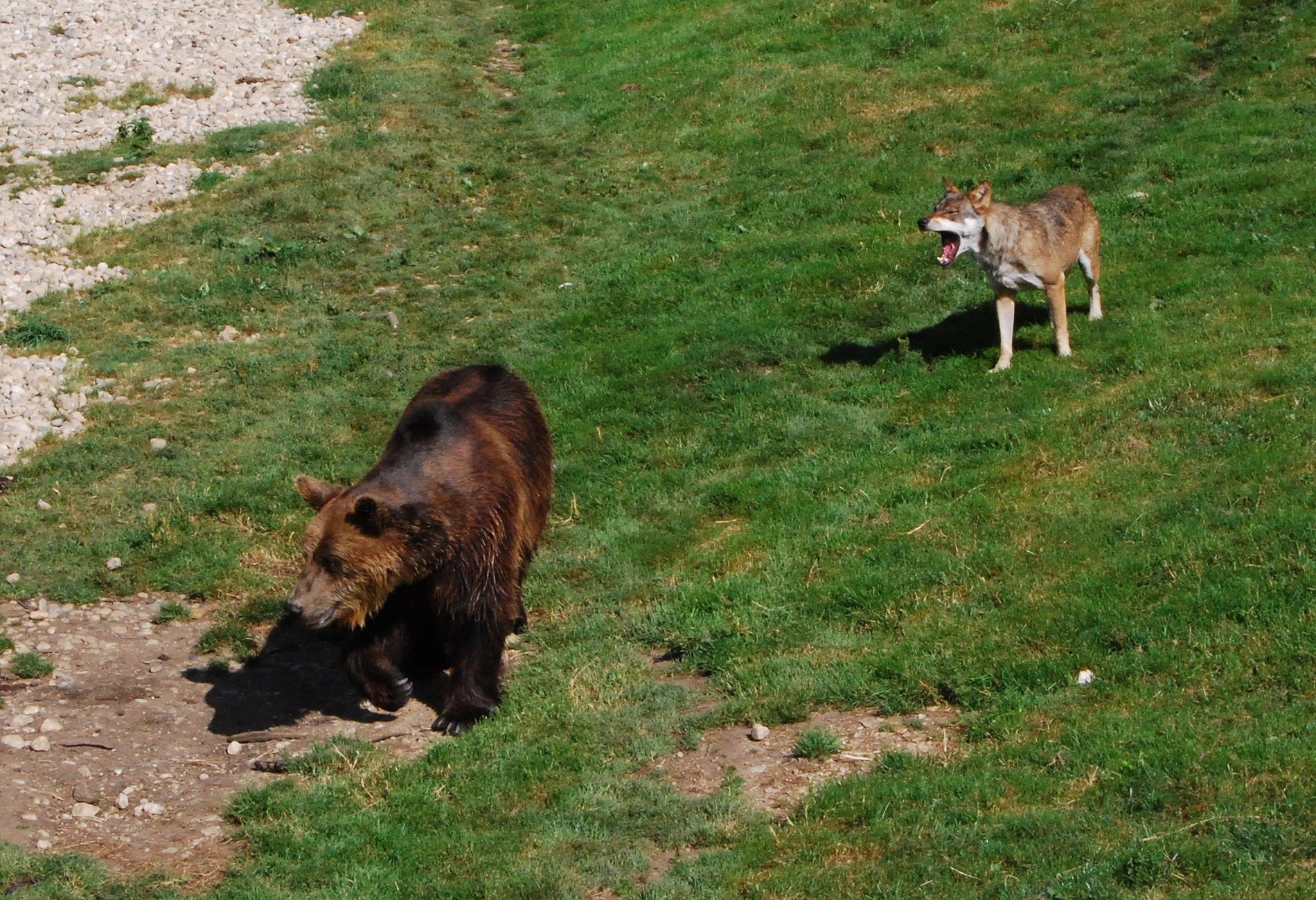
狼正對棕熊吠叫，位於 Juraparc, Vallorbe, Vaud, 瑞士

如果與其他犬科動物共存在同一區域，狼通常占優勢。在北美常見郊狼被灰狼殺死，特別是在冬季，當這種情況發生時，灰狼可能會攻擊郊狼的巢穴，找出並殺死幼郊狼。它們很少吃殺死的郊狼屍體。雖然當郊狼數量多時，郊狼可能追擊灰狼，但沒有郊狼殺死灰狼的紀錄。在歐亞洲，灰狼與亞洲胡狼也有很多遭遇的機會，亞洲胡狼的數量在灰狼多的地區相對少。灰狼在春夏之際獵殺大量的貉，是其最主要的天敵。灰狼也殺害赤狐、北極狐、沙狐，其衝突原因勝過獵食，但灰狼也可能吃掉殺死的狐。在亞洲，它們要生存可能要與亞洲豺犬競爭。
灰狼在歐亞與美洲都會碰上棕熊，這種遭遇的結果依環境而定。一般來說衝突原因高於獵食時，棕熊的優勢勝過狼群；但在保護自己的狼穴時，狼群多半會擊退棕熊。雖然棕熊的體態與力量都遠比單一灰狼大，狼群卻可以靠數量多與棕熊抗衡。這兩個物種都會殺死對方的幼獸。狼會吃掉它們殺死的幼熊，而棕熊似乎只吃比較年輕的狼。
美洲黑熊僅美洲才有，由於對棲息地喜好不同，灰狼與北美黑熊遭遇的機會遠少於棕熊，它們的遭遇多數發生在黑熊分布地的北側。墨西哥沒有黑熊與灰狼遭遇紀錄。灰狼有多次紀錄主動追尋黑熊(主要是年幼黑熊)到熊窩，殺死但沒有吃幼熊。與棕熊不同，黑熊與灰狼群衝突的結果，時常是輸掉生命。
與棕熊和黑熊相比，北極熊與灰狼遭遇機會非常少，雖然有兩次狼群殺死幼北極熊的紀錄。狼群也會殺死年幼的亞洲黑熊。已經知道當狼群在白天攻擊熊時，狼群會將最後致命的攻擊延遲到夜晚，因為狼的夜視能力比熊好。
狼群在以色列和中亞會遇到條紋鬣狗，生存競爭原因高於獵食。在這兩個物種並存的區域，鬣狗大量依賴狼群殺死的獵物腐肉維生，一對一的情況下，鬣狗勝過灰狼，但狼群能擊退落單的鬣狗。
狼數量多時，會限制中小型的貓亞科動物的數量。在部份洛磯山脈和相接的山區，灰狼會遇到美洲獅，由於狩獵海拔高度不同，狼群與美洲獅會互相回避，但在冬季，積雪會迫使它們到山谷狩獵，它們彼次相遇的可能性就會增加。儘管它們相碰的機會不多，但狼群與美洲獅會殺害對方，狼群有時也奪走美洲獅獵得的獵物。亞洲的狼群獵食兔猻，可能也對雪豹構成威脅，並可能造成歐亞猞猁數量的減少。
除了人類生存對灰狼構成競爭壓力以外，虎似乎是唯一獵捕灰狼的動物。當灰狼與虎獵食區域重疊時，如西伯利亞東部，就會造成此二者劇烈的生存競爭。在錫霍特山脈有狼與虎很好的遭遇紀錄。直到20世紀初，該地區狼的數量非常少。一些專家認為，當俄羅斯人於19世紀末20世紀初殖民該地區而大量消滅虎時，狼的數量才上升。這可由當地住民描述他們在1930年代虎被大量消滅以前，不記得有狼群在當地棲息一事而得到證實。虎的存在抑制狼的數量，不論是區域性的絕跡或數量少到不足以在生態系統上構成有意義的因素，似乎只有在人類減少虎的數量後，狼群才能擺脫競爭排除。
今天在虎的棲息地，狼的數量依然稀少，發現的都是散落的狼群，通常是單一隻或小群。第一手的資料顯示當二者遭遇時，虎有時會驅趕狼離開它的獵物，而狼會吃虎所獵食的腐肉。狼被虎殺死的實際例證很少，雖然有四例經證實，虎殺害狼而沒有吃掉它們，攻擊似乎因為競爭而非獵食天性。
狼被虎競爭排除的事例被俄羅斯人拿來教育遠東地區的獵人，要多寬容虎，因為虎對有蹄類動物的影響不如狼，但卻可以有效控制狼的數量。

## 混血

### 狼與犬

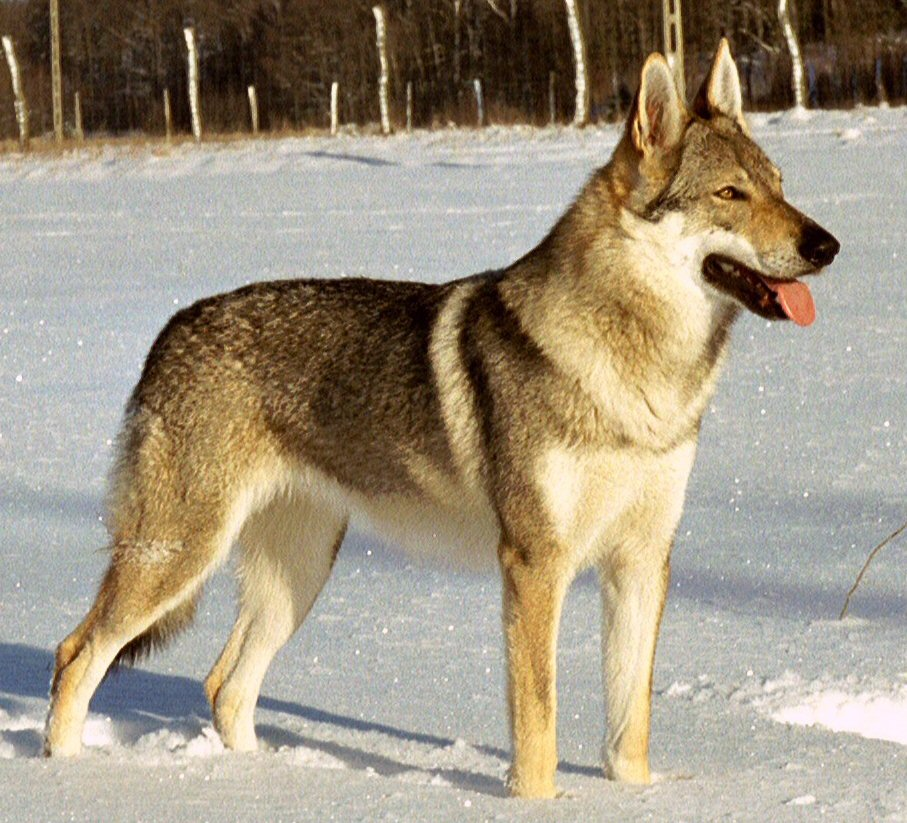
捷克狼犬是灰狼與德國牧羊犬的混血兒

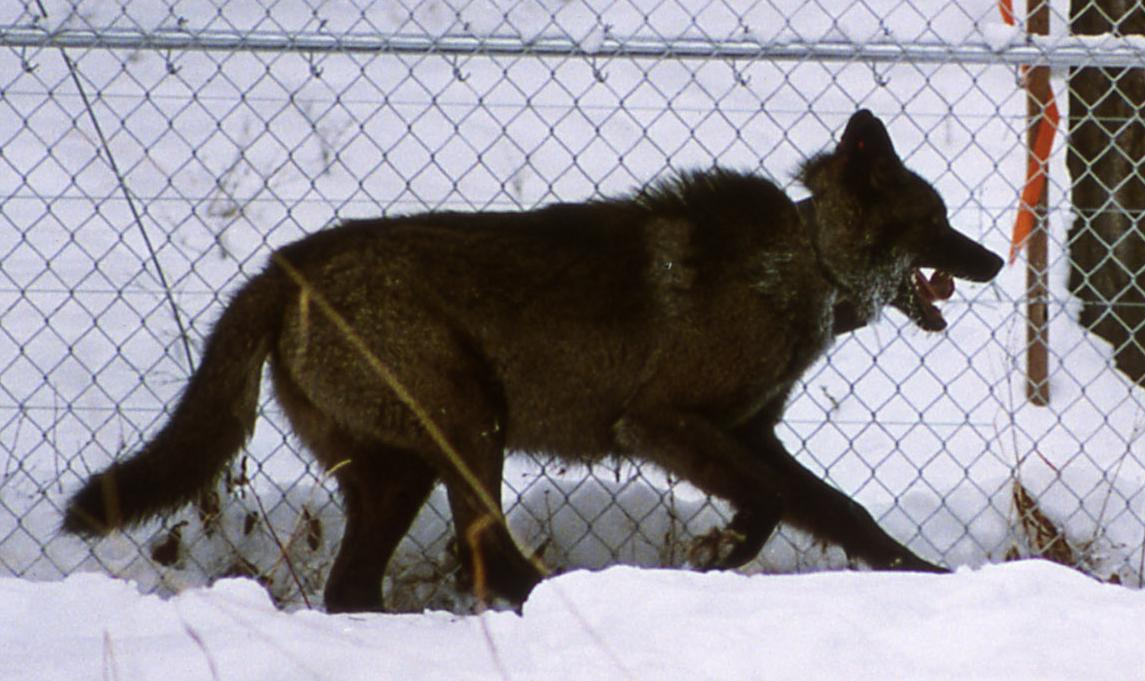
基因研究顯示黑色毛的狼，其顏色基因起源於最先來自家犬的突變

犬與狼在基因上極為接近，屬同一物種，且棲息地重疊了多個世紀，這兩個亞種在野外自然環境下並不會主動雜交。與郊狼-犬或胡狼-犬的後代不同，狼犬混血兒仍具有繁殖能力，其後代也依然有繁殖能力。
狼與犬的後代在美國的數量激增，目前有30萬頭，最常用於此目的的犬是史畢茲犬。
雖然狼群平常會殺害狗，獨行的狼卻可能友好的將工作犬或放牧犬視為替代的狼群成員。大部份野外的狼-犬交配是母狼-公犬的組合，狼犬混血兒可能比純粹的灰狼更大膽，因此，可能對牲畜和人類更具有危險性。在野外，狼犬混血兒比較喜歡與犬和其它狼犬混血兒成群和交配，並適應棲息在人類居住地的週邊環境。
雖然狼犬混血兒已經在歐洲引起保守人士對狼純種性的疑慮，一項mtDNA序列研究顯示混血的狗基因在歐洲狼數量上不會構成有意義的威脅。並且，由於狼與犬的發情期並不完全一致，野生狼與犬交配產生狼犬混血兒的機會很少。如同純種狼，狼犬混血兒每年繁殖一次，而發情期提早三個月，幼狼犬混血兒幾乎都是在冬季出生，因此減少它們存活的機會。
雖然許多人相信因紐特人將雪橇犬與狼交配，以改善後代耐久力，但這應該不是真的，因為狼犬混血兒拉雪橇時通常無法穩定有效的合作，而且其耐力遠不如雪橇犬。在歐洲至少已經有兩個狼犬混血兒的品種產生，薩羅斯狼犬 及捷克狼犬，都是灰狼與德國牧羊犬的後代。

### 郊狼與灰狼
郊狼（Canis latrans）与灰狼的杂交种大小介於二者之間，比郊狼大，比灰狼小。由于两者的染色体不能成配对成双，而呈现遠交衰退，两者的杂交种幼仔生存率较低，虽然生存下来的杂交种仍有一定的生育能力，但最高记录仅能持续繁衍至第四代。
由于郊狼与灰狼会在自然环境中杂交，因此其杂交后代会在野外形成种群。一項研究顯示，100隻来自緬因州的所谓“东方郊狼”样本中，其中22有超過一半的灰狼血統。其中一隻有89%的基因来自灰狼。有理論提出加拿大較大的東方郊狼事實上是較小的西方郊狼幾十年前向東往新英格蘭地區遷移，與灰狼交配的混血兒。這些東方郊狼在腳掌墊上的汗腺比西方郊狼少，但比灰狼多。東北部與加拿大的研究人員說郊狼混血兒的數量在東北地區正在成長。有些科學家認為紅狼是灰狼與郊狼的混血兒，而非獨立物種。基因測試證明雜交的有力證據顯示紅狼僅有 5% 的等位基因與灰狼和郊狼不同。基因距離計算指出在南魁北克與明尼蘇達州的紅狼介於郊狼與灰狼之間，並且與灰狼/郊狼混血兒具有高度相似性。線粒體DNA分析顯示現存紅狼主要來自郊狼。

## 分佈範圍與族群數量

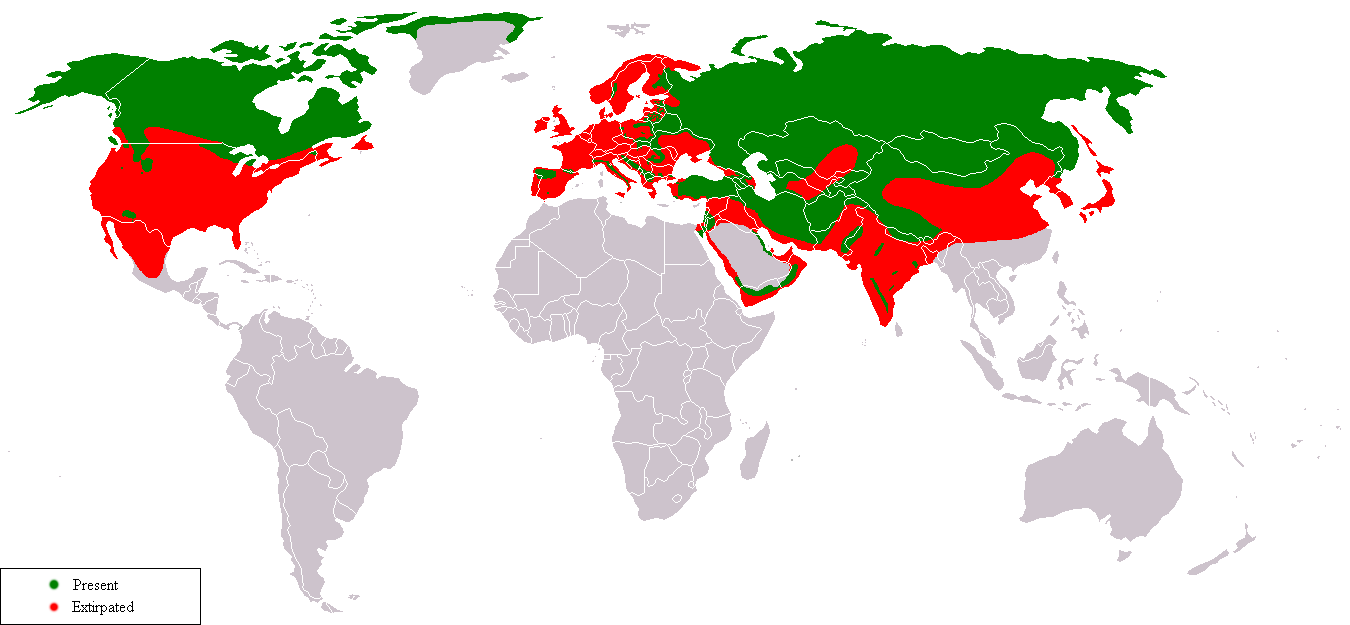
過去和現在灰狼在全球的分佈狀況

灰狼曾是地球上分佈最廣的哺乳動物，在歐亞洲最南可達北緯12度，在北美洲最南可達北緯15度。狼對於人類造成的環境改變有適應上的困難，並常被用作指標生物，用以劃定生態區或指示環境條件如疾病暴發、污染、物種競爭、或氣候變化等的物種。灰狼似乎無法如郊狼般能適應環境受人類改變的變化。人類的擴張使郊狼的數量上升，也導致灰狼減少。
環境因素以外，人類侵占自然棲息地也影響狼的數量，狼成為地球上受迫害最嚴重的野生動物之一。但因為多種原因人類只要看到狼就射殺，因為要取得它們的皮毛、保護自己的牲畜、甚至只是為了打獵休閒。即使只要獵物存在健康數量時，狼群鮮少攻擊牲畜，更少攻擊人。但這些原因仍使狼被視為惡毒和嗜血的象徵，其偏見更加嚴重。
即使沒有絕種的危險，區域性的狼群仍受威脅。威脅之一是族群區隔造成的基因瓶頸。人口分佈已經造成動物小族群的孤立隔絕，因此會導致近親交配。研究顯示狼的繁殖率與基因多樣性密切相關。引入等位基因或甚至一匹狼，都會大大影響被隔絕的狼群數量。

### 亞洲
除了以色列與沙烏地阿拉伯之外，幾乎沒有狼在中東的資訊。阿拉伯半島估計有300-600匹狼，雖然除了以色列外在中東國家整年都被獵殺，但數量相對穩定，且受到北部人類難以接近的山、以及中部和南部沙漠的保護。在印度狼被歸類為瀕危物種，估計數量在800-3000頭，分散在數個殘餘的族群。在中國和蒙古，除了在保留區內，否則狼不受保護。

### 歐洲
18世紀時，除了英國與愛爾蘭以外，狼在歐洲分佈廣泛。19世紀和二次世界大戰後，狼便從中歐和北歐所有國家絕跡。殘餘的狼分佈在葡萄牙、西班牙、義大利、希臘和芬蘭。雖然歐亞狼在歐洲一些地區被自然復育，包括法國、德國、瑞典和挪威，2011年荷蘭有數起目擊狼的報告。最大的族群在東歐，特別是羅馬尼亞、巴爾幹和波蘭。多數情況下，狼的數量普遍被視為穩定和增加中，但並非全部。伯恩會議國，因為顧慮狼會捕食牲畜和狗，以及與獵人競爭獵物，成員國內的限制因素之一就包括對狼缺乏接受度（特別是狼數量回升的區域）。雖然適當規範獵狼與控制狼數量已被廣泛接受，並認為維持狼數量與經濟可接受程度是相容的，但過度捕獵和偷獵仍被確認是限制歐洲狼數量的主要因素。

### 美洲
狼曾經一度分佈在北美多數地區，墨西哥市以北。在美國灰狼曾經從西岸，包括整個加州，開始散佈東到德州到賓州中部，此線以南灰狼已被紅狼所取代，到大西洋岸和墨西哥灣。現今，它們的狀況在每個地方都有差異，在美國本土，灰狼在20世紀幾乎完全被消滅殆盡，包括灰狼曾經散佈的密西根州以東的所有州。另一方面加拿大和阿拉斯加狼數量仍以千計，同時維持很好的生物條件。從1970年代開始，狼的散佈已經從加拿大擴展到北洛磯山脈，它們南遷到蒙大拿州、華盛頓州、愛達荷州和懷俄明州。1994年亞伯達省和英屬哥倫比亞的狼被捕捉送到從1930年代起就絕跡了的黃石國家公園。Isle Royale島上有個小的孤立族群相信將受到缺乏基因多樣性效應的傷害。從1991年起，族群從50頭衰減為12頭，研究顯示此數量衰減與allozyme heterozygosity降低 50 % 一致。

### 非洲
2011年確信 埃及、利比亞、伊索匹亞 有狼存在。比較亞洲胡狼的mtDNA序列，全北方狼（大部分現代狼的始祖），印度狼、及喜馬拉雅狼（被認為比全北方狼譜系更古老的譜系）顯示北非狼較接近印度和喜馬拉雅狼，而離亞洲胡狼較遠。這與過去的認知不同。

## 與人類關係

### 捕獵牲畜與狗

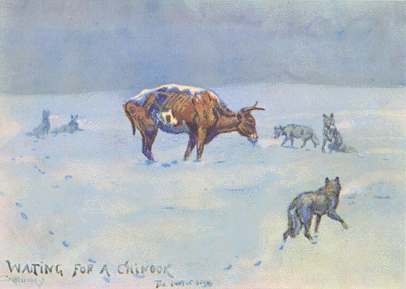
等待契努克人, Charles Marion Russell所繪, 描述狼群圍攻公牛

狼捕獵牲畜是人類獵殺狼的主因之一，同時對狼的保育構成嚴重威脅。
除了經濟損失，狼狩獵的威脅給畜牧業者很大壓力，並且除了消滅狼以外，沒有簡單解決辦法防止這種攻擊發生。一般來說，狼在野生獵物短缺時，才會攻擊牲畜。在歐亞有部份狼的食物來源大量依賴人類豢養的牲畜。但在北美，野生獵物的數量大量的復育，這種攻擊牲畜的例子就很少。然而，某些狼會攻擊牲畜“成癮”，因為有蹄類牲畜的胃比野生草食動物胃的燃燒熱、熱量高。
損失主要發生在夏季放牧季節，位於沒有看管偏遠草地的牲畜最容易受狼攻擊，某些國家提供補償政策或保險，彌補經濟損失，在歐洲羊是最常見被狼襲擊的牲畜，在斯堪地那維亞是牧養的馴鹿，北美是家牛和火雞，印度是家山羊、蒙古是馬。由於狼傾向從後方攻擊大型獵物，所以牛比馬更容易受害，因為馬向後踢很有威力，防衛後方的能力比較好。
不同亞種的狼對獵物的偏好不同，體型小的狼很少襲擊成年的牛，而大的北方狼可以殺死牛。
單一次攻擊中殺害獵物數量依種類不同，大部份對牛和馬的攻擊中，受害數量是一頭。但如果是火雞、羊、馴鹿，數量就會增加。雖然狼有時會進犯到牲畜的圍籬之內，但它們主要在牲畜野放時進行攻擊。
大型牲畜因狼襲擊受傷害還包括斷尾、耳朵、以及下半部肢體。某些例子中，狼不需要真正攻擊到牲畜，牲畜看見狼所承受的緊張壓力，就會可能導致流產、體重減輕、肉質下降。
在俄國，狼似乎影響迷途或野狗數量。在攻擊有人陪伴的狗時，狼可能展現不尋常的大膽行為，有時會忽略旁邊的人。狼攻擊狗可能發生在屋子附近，也可能在森林。在村莊邊緣，狼會安排對狗的伏擊，一匹狼引誘狗跟隨它，並把狗引向另一匹狼。在某些地區，牲畜護衛犬會配戴防狼項圈，來保護他們防止狼攻擊，但狼可能學習避開有尖刺的項圈，就像避開鹿角，依然可能殺死護衛犬。
狼攻擊獵犬在斯堪地那維亞和威斯康辛州都是主要問題。斯堪地那維亞最常被殺死的狗種是獵兔犬，較年長的獵犬特別危險。因為它們比年輕的犬更積極，同時對狼的反應也不同。
狼對狗的傷害多數在背部、臀部、及後腿。致命傷多在後頸部。大型獵犬如瑞典獵鹿犬比較能從狼的攻擊中存活下來，因為它們比較能自我防衛。

### 獵狼

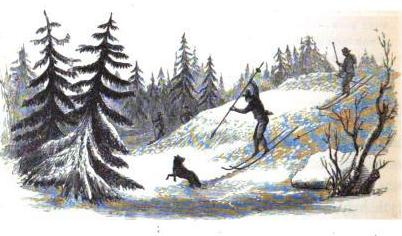
在雪橇上獵狼

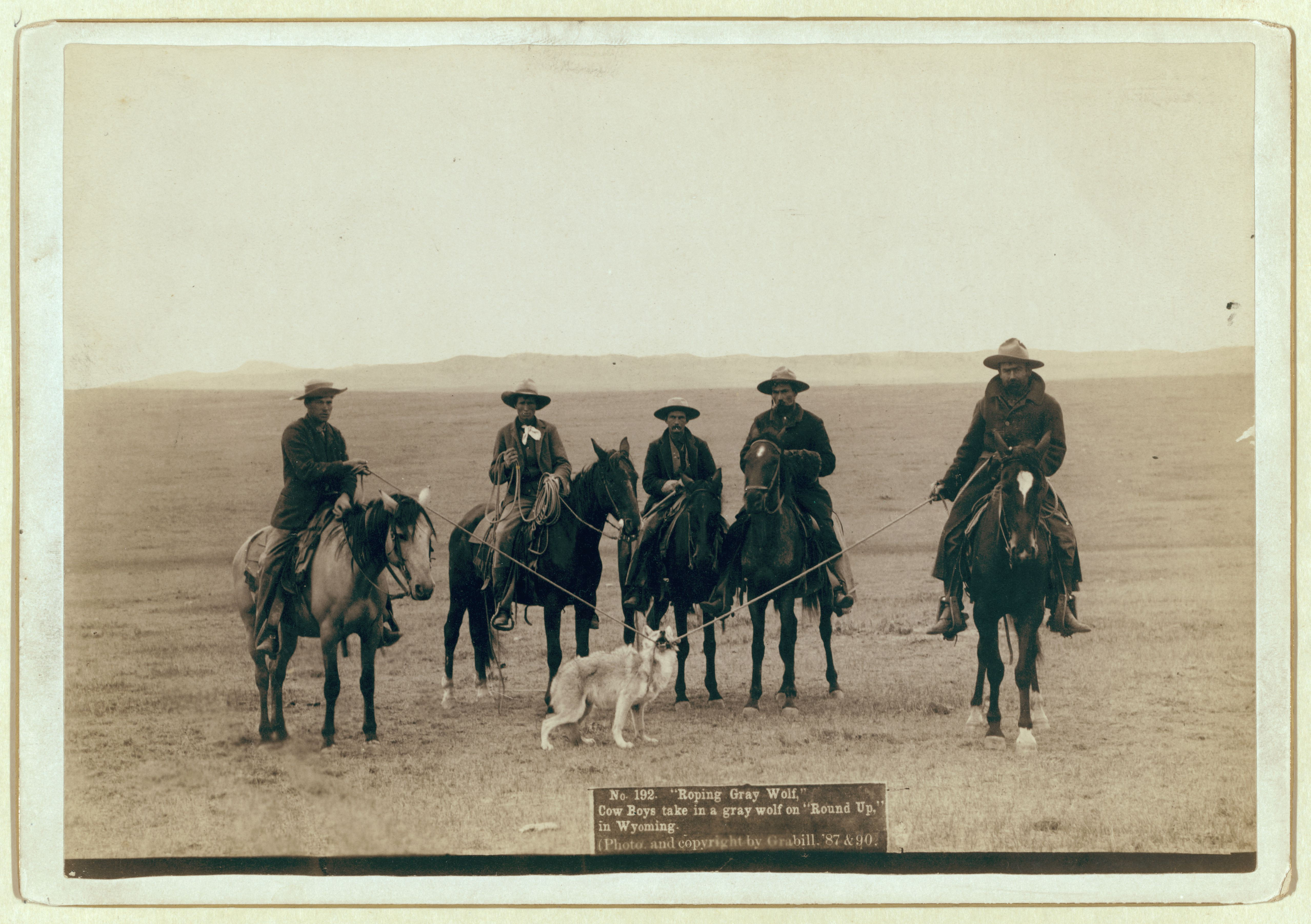
騎馬的牛仔套住一匹狼，懷俄明州, 1887年

由於狼的性格難以捉模、感官敏銳、長距離奔跑耐力極佳、並且能迅速殺害獵狗，所以獵狼非常困難。
歷史上曾設計過許多捕狼方法，在牲畜受狼威脅的地區，到狼穴消滅春天出生的幼狼是確定可以削減狼數量的辦法。用獵犬追捕狼時通常並用視覺獵犬、氣味獵犬、及獵狐犬。視覺獵犬追逐並減緩狼移動速度，直到較重的獵犬到達與狼搏鬥。但除了儘可能安靜、隱藏等待的辦法外，獵狼主要發生的地點對狗來說都過於崎嶇，使得用這種方法獵狼幾乎和獵美洲獅一樣困難。想偷偷靠近狼幾乎不可能，即使是狼睡覺的時候，狼的聽覺依舊敏銳。
一度曾用番木鱉鹼毒狼，但如今已不常見，因為這也導致其它動物被毒死，並且狼通常也學會避開毒餌。毒狼最佳的時間是夏末秋初，當幼狼開始探險，會吃掉尚未學會應該避開的食物。
沒有人類氣味長留的腳踏陷阱也有效，許多北美原住民部落喜歡用陷阱捕捉狼，有時用氣味引誘，通常是水獺、鹿肉、狼尿，或餌如馬肉。但陷阱並非萬靈丹，因為狼極佳的視力，即便是在夜晚，狼都能察覺隱藏陷阱的破綻。有被捕捉經驗的狼也會教導幼狼避開。
獵狼時隱藏所可能也有效，但不常使用，因為這種方法需要很有耐心等待。在俄國常用的方法包括用帶有人氣味的旗桿將狼群包圍在小範圍內，這種方法建立在狼害怕人氣味的基礎上，雖然如此，當狼習慣於人的氣味時，這樣做就會失效。有些獵人能學狼嚎引誘狼，特別是在冬季和狼的交配季節。哈薩克和蒙古傳統上用鷹和獵鷹來獵狼，雖然這種方法越來越少使用，因為有經驗的獵鷹人越來越少。從飛機上射殺狼很有效，因為空中視野比從地面好。雖然這種方法頗受爭議，因為它使狼幾乎沒有機會逃脫或自衛。

### 狼皮應用

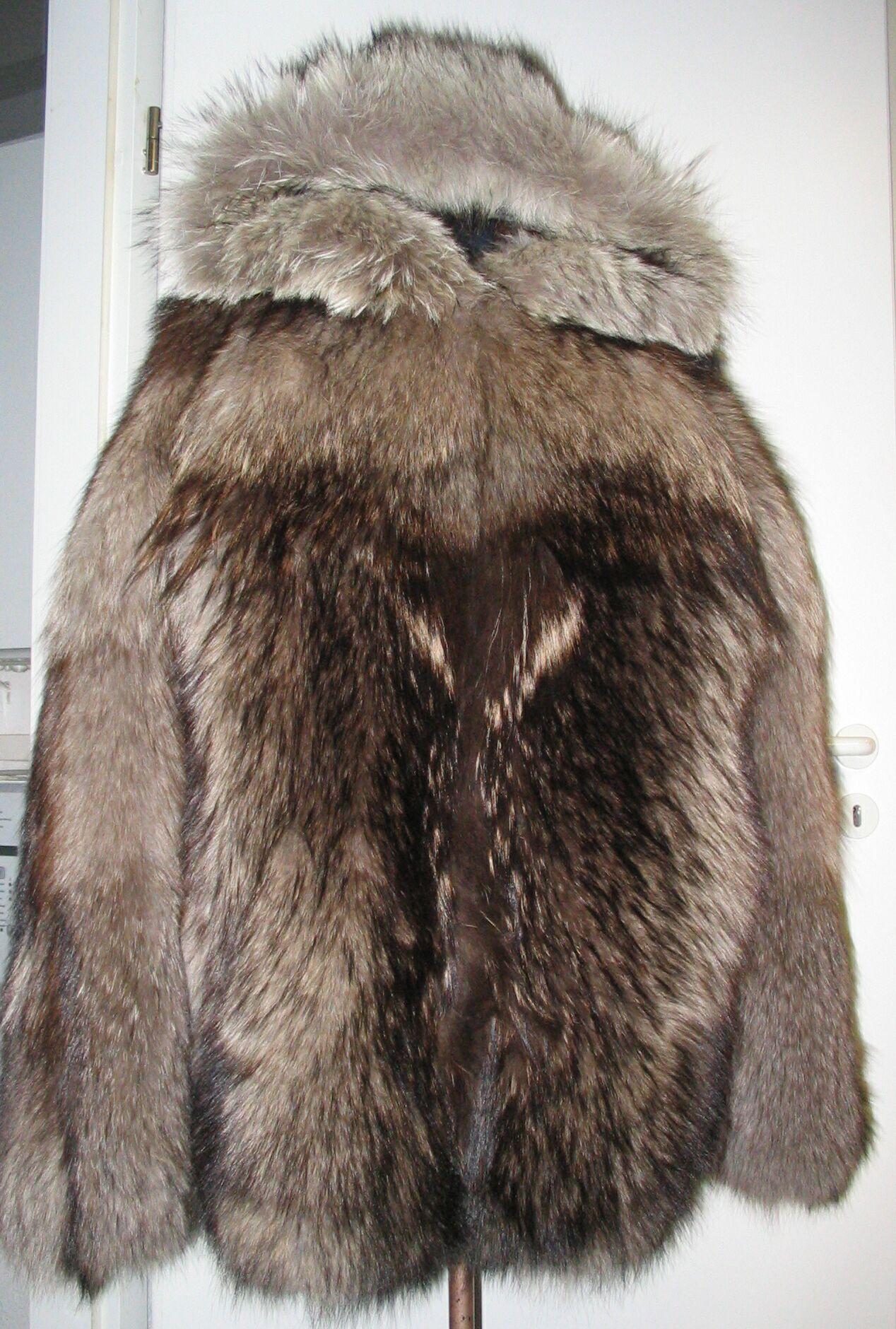
狼皮大衣

狼的皮毛主要用如女性的圍巾、以及裝飾衣裙。雖然有時用來做夾克、短披肩、大衣、軟皮靴、以及毯子。
狼皮的品質取決於狼皮纖維的密度和強度，這些因素使狼毛保持直立以及動人的蓬鬆感。這些特性主要集中在北方狼群，越往南因為氣候溫暖，所以品質越差。北方狼群的皮毛是最貴的，因為它們比歐亞狼更滑軟蓬鬆。用毒藥毒死的狼皮幾乎沒有價值。
在中世紀的歐洲，雖然由於狼皮有臭味所以真正使用不多，但狼皮仍被視為狼唯一的價值。
在斯堪地那維亞民俗傳說中狼皮束腰可以幫助穿戴的人轉變為狼人。許多美洲原住民用狼皮毛作藥。有些依努特人喜歡狗皮勝於狼皮，但因狼皮較為薄，而且縫的時候比較容易撕。北美波尼族人在刺探敵人領地時會穿狼皮披肩。美國陸軍在二戰後期用狼皮做防寒外套。
蘇聯從1976到1988每年生產30,000件狼皮。依據瀕臨絕種野生動植物國際貿易公約組織統計每年有60,000-70,000件狼皮在國際上交易，加拿大、前蘇聯、蒙古、中國是最大出口國，美國、英國是最大進口國。總體而言獲取狼皮對狼整體數量影響不大，因為僅有北方狼的皮有商業價值，而北方狼數量穩定。獵取狼皮對許多北美原住民仍是有利可圖的收入來源。

### 馴化與豢養

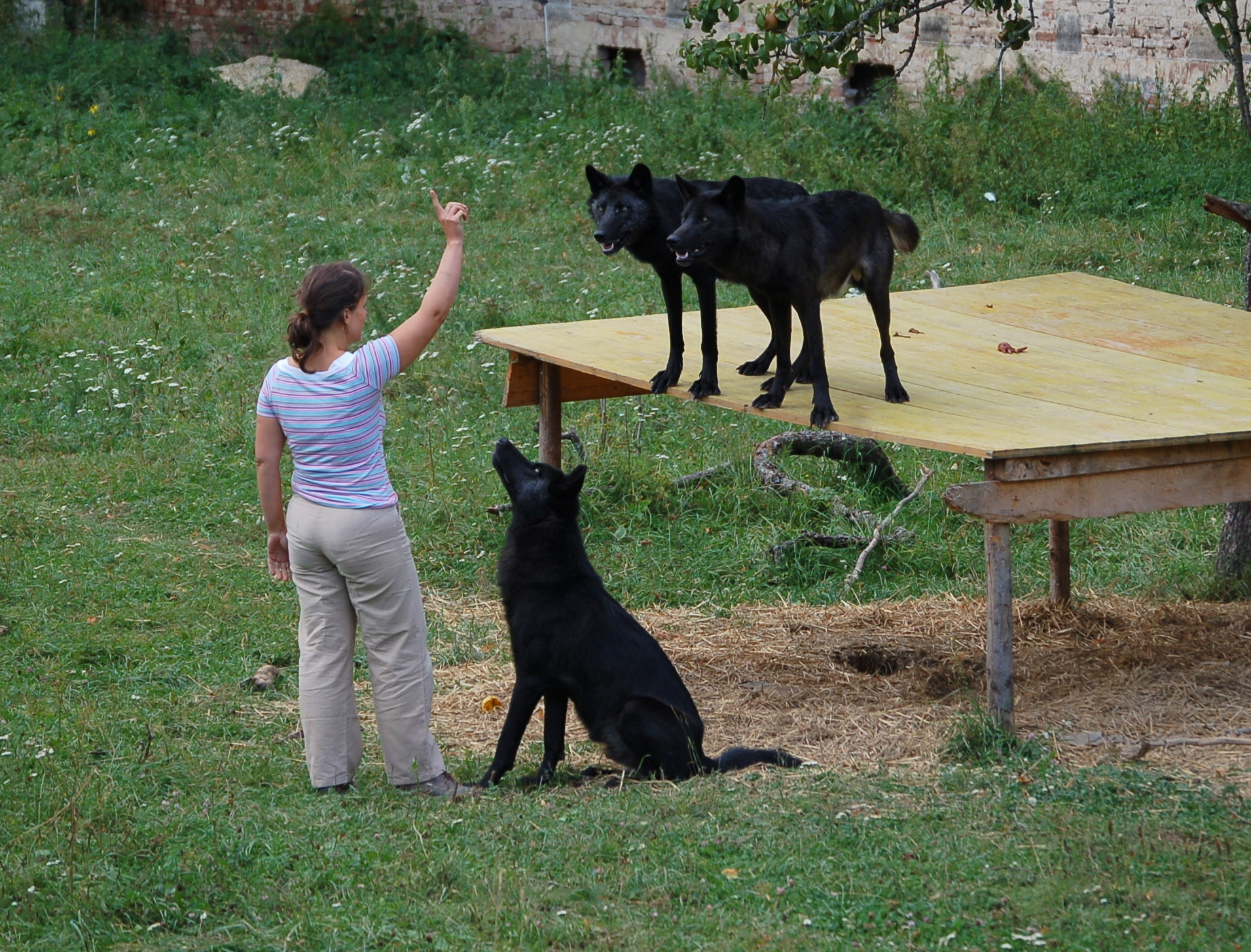
奧地利狼科學中心裏豢養的狼依手勢指令行動

狼被飼養為寵物的數量日漸增多，估計單就美國就有80-200萬頭狼為私人擁有。狼的馴化比狗難預測、也難管理。一般來說家犬會改變行為，去適應飼主，但不要期望狼也會如此。幼犬在十週內都可以適應人類的社會化，但幼狼超過19天就無法如此。由於狼奶含有比狗的替代奶品更高比例的精胺酸，幼狼在斷奶前需要精胺酸補充品，否則可能會導致幼狼發生白內障。
狼的獵捕行為缺乏替代機轉，因此當其獵捕天性受刺激時，其行為無法完全信任。相對的，狗通常可以接受陌生者，並將陌生者幾乎視為其群體的延伸，但隨著狼的年齡增加，仇外性會升高，更難容忍陌生者。狗會主動與人類形成社會連結，但狼只有在沒有成年狼存在時，幼狼才可能與人類建立社會連結。普通一歲以內的幼狼不會對陌生者具有明顯的攻擊性，然而其侵略性會隨年齡增加，特別是在交配季節，雄性的狼通常比雌性更具侵略性。狼通常很難圈養，因為其觀察學習能力勝過狗，它們能從觀察人類行為中進行學習，例如可以很快學會如何打開牢籠的栓。一旦狼學會如何逃離牢籠，就很難再被圈養。
雖然狼是可訓練的，但它們訓練的效果與可追蹤性比狗難以預測。通常它們對於包含恐懼、刺激、厭惡和力量等的強制性技巧的反應不像狗那般明顯。而且比大多數的狗需要更多的訓練工作，才能達到類似的結果。即便如此，某些動作反覆數次後，狼會覺得無趣而忽略後續命令。正面條件和獎賞比較能取得狼的回應，但簡單的口語讚美對狼來說不如狗那樣有效，與狗不同，狼對於手勢等肢體動作的反應要強過口語。

### 文化中的角色
狼本身並無所謂狡猾或貪婪之本性，但狼在狩獵時的習性以及智慧，在農耕民族文化中往往被引申為凶殘惡毒，並用來形容貪婪，凶邪或忘恩負義的人。

## 延伸阅读
[在维基数据编辑]
 《欽定古今圖書集成·博物彙編·禽蟲典·豺狼部》，出自陈梦雷《古今圖書集成》
 维基语录上有关狼的语录